# Trimspa
Trimspa är ett bantningsmedel från USA. Bantningsmedlet har varit starkt ifrågasatt. Det har blivit mest känt för att ha marknadsförts av Anna Nicole Smith. Förpackningen till Trimspa hade också ett porträtt på Anna Nicole Smith och under bilden fanns texten I love Trimspa!. Enligt reklamen skulle Anna Nicole Smith ha gått ner 35 kilo tack vare Trimspa. Bantningsexperter har ifrågasatt detta och misstänker att Anna Nicole Smith parallellt kan ha använt även andra bantningsmetoder samtidigt. Trimspa har en aktiv substans som utvinns ur växten flugtallrik (Hoodia gordonii) från södra Afrika. Växten har under århundraden ätits av bushmän för att motverka hunger under långa vandringar genom Kalahariöknen.
Svenska experter brukar inte rekommendera Trimspa.